# Willie Cunningham (calciatore 1925)
William Carruthers Cunningham (Cowdenbeath, 22 febbraio 1925 – Preston, 15 novembre 2000) è stato un calciatore scozzese, di ruolo difensore.

## Carriera

### Club
Ha giocato nella prima divisione scozzese ed in quella inglese.

### Nazionale
Con la sua nazionale ha preso parte al primo campionato mondiale disputato dagli scozzesi, nel 1954.

## Palmarès

### Giocatore

#### Competizioni nazionali
- Second Division: 1

Preston N.E.: 1950-1951